# Menigionyx laeviscutum
Menigionyx laeviscutum är en skalbaggsart som beskrevs av Gilbert John Arrow 1941. Menigionyx laeviscutum ingår i släktet Menigionyx och familjen Melolonthidae. Inga underarter finns listade i Catalogue of Life.